# Крисе (Сарт)
Крисе (фр. Crissé) је насељено место у Француској у региону Лоара, у департману Сарт.
По подацима из 2011. године у општини је живело 552 становника, а густина насељености је износила 26,5 становника/km².

## Демографија
| 1962. | 1968. | 1975. | 1982. | 1990. | 2011. |
| ----- | ----- | ----- | ----- | ----- | ----- |
| 715   | 656   | 527   | 458   | 455   | 552   |